# Gerhard von Lünenschlos
Gerhard von Lünenschlos (Heidelberg, 1666 — 1735) foi um matemático alemão.
Foi professor na Universidade de Heidelberg.

## Vida
Filho do professor de matemática Johannes von Leuneschlos e de Anna Christina von Partz (Portzen). Em junho de 1695, com permissão do príncipe-eleitor Johann Wilhelm, assumiu o posto de seu pai, sendo assim o primeiro professor herdeiro de Heidelberg. Desde a Guerra dos Nove Anos (1688 a 1697) a Universidade de Heidelberg estava sediada em Frankfurt am Main. Em 1698 Lünenschlos foi com os outros professores para Weinheim. Em 1700 ocorreu a volta para Heidelberg. Em Heidelberg logo em seguida construiu uma casa em frente à Karlstor, atualmente conhecida como Haus Buhl. Foi reitor da universidade em 1699, 1703, 1706, 1707 e 1727 e diversas vezes decano da Faculdade de Filosofia.